# Paolo Sarpi
Fra Paolo Sarpi, al món Pietro Sarpi (Venècia, 14 d'agost de 1552 – Venècia, 15 de gener de 1623), va ser un religiós, teòleg, historiador, astrònom, matemàtic, físic, anatomista, escriptor i polemista italià de l'Orde dels Serfs de María.

## Biografia
Fill d'un comerciant, va quedar orfe molt jove i va ser educat per un oncle patern i pel monjo servita Giammaria Capella; ignorant l'oposició de la resta de la seva família, el 1566, a l'edat de tretze anys, va entrar a l'Orde dels Servites amb el nom de Fra Paolo. El 1570 a Màntua, va mantenir disputa sobre no menys de tres-centes divuit tesis, i va ser aplaudit com a eminent teòleg pel duc, i es va quedar quatre anys a la seva cort estudiant llengües orientals.
Va marxar a Milà el 1575 sota la protecció del cardenal Borromeo; aviat va ser transferit pels seus superiors a Venècia com a professor de filosofia del seu convent. El 1579 va ser enviat a Roma per a assumptes relacionats amb la reforma de la seva orde; va estudiar allí totes les ciències i va aconseguir a ser procurador general de la seva orde el 1585. Va tornar a Venècia el 1588 i es va passar els següents set anys estudiant, intervenint només ocasionalment en les disputes de la seva orde. Havent mort Clement VIII al març de 1605, des del 1606 es va mostrar com un formidable defensor de Venècia en els seus conflictes amb el nou papa Pau V, per raó dels greus desacords sobrevinguts entre ambdós governs; va publicar escrits violents contra Roma i el senat venecià va recompensar el seu zel nomenant-lo teòleg consultor i després membre del Consell dels Deu; Sarpi va haver de suportar la interdicció i l'excomunió durant el conflicte i, a la Universitat de Pàdua, va trobar a Galileo Galilei, qui, perseguit com ell, es va convertir en el seu amic i confident. L'actitud del papa Pau V es va tornar encara més amenaçadora i agressiva en estendre les seves prerrogatives. El gener de 1606 un nunci del papa va presentar una carta on aquest exigia la submissió dels venecians. La cort romana va enviar contra ell assassins que el van atacar la nit del 5 d'octubre de 1607 i donant-lo per mort. Guarit a costa del govern, un cop restablert va continuar ocupant-se dels assumptes públics i estava meditant la separació definitiva de Venècia de l'Església romana quan va morir.
Les seves obres completes van ser publicades el 1790 a Nàpols, en 24 volums en octau. Totes estan en l'Índex romà de llibres prohibits. Era tan versat en tots els camps del saber que Girolamo Fabrizi d'Acquapendente el va batejar«Oracle del seu segle» i va ser autor de la celebèrrima Istoria del Concilio tridentino, inscrita ràpidament en l'Index librorum prohibitorum. Va ser publicada a Londres el 1619, per l'apòstata Marco Antonio de Dominis, (sota el pseudònim de Pietro Soave Polano), amb addicions d'aquest. Sense aquestes addicions va ser publicat a Ginebra el 1629 i traduïda al llatí i a totes les llengües modernes.
Paolo Sarpi també va descobrir la contractilitat de l'iris en l'ull i va ser un gran defensor de la ciència experimental i opositor dels privilegis i immunitats del clergat.

## Obres

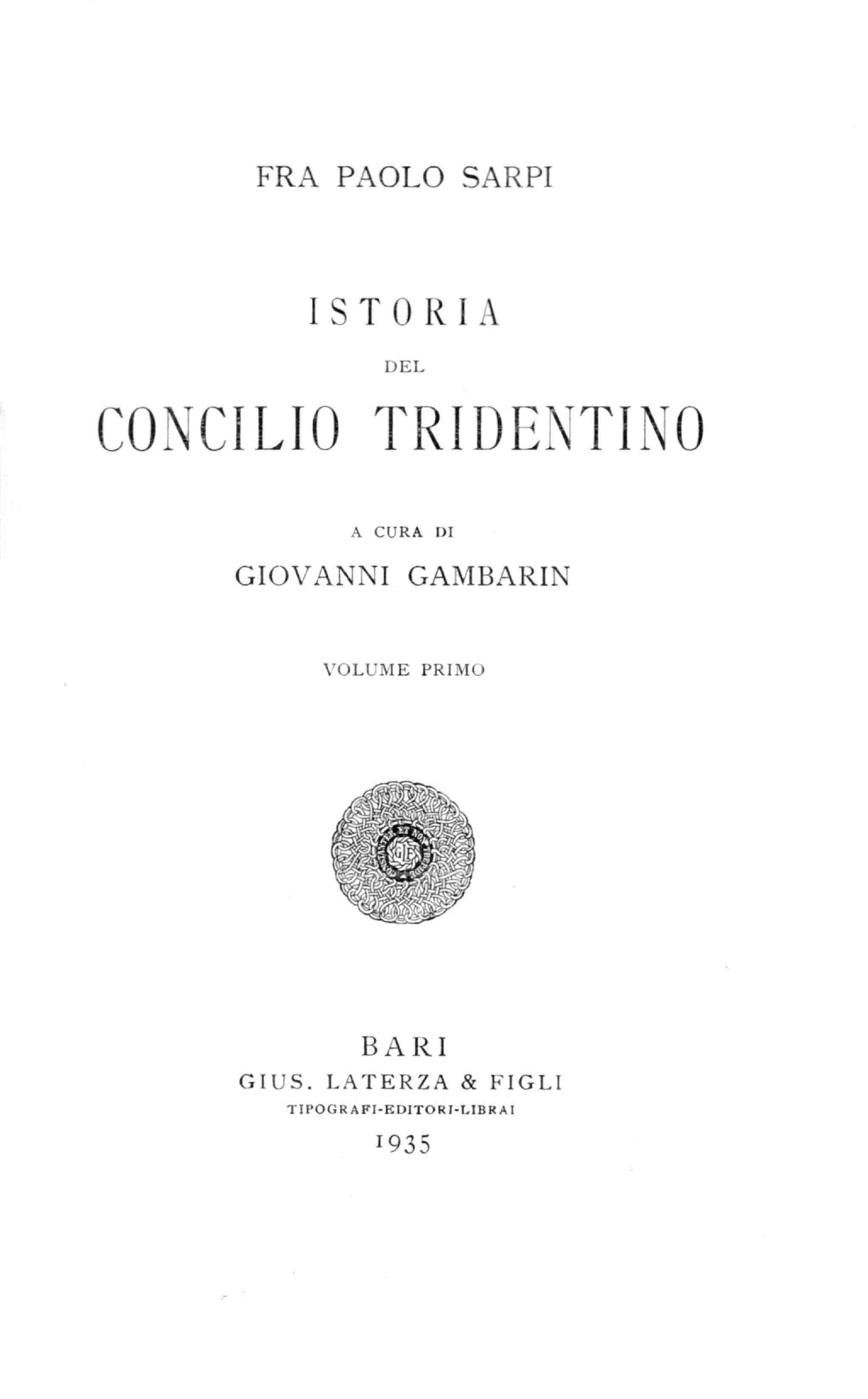
Istoria del Concilio tridentino, 1935

- Opere, al cuidado de L. y G. Cozzi, Milano-Napoli 1969
- Discorso dell'origine, forma, leggi ed uso dell'Uffizio dell'Inquisizione nella città e dominio di Venezia, 1638.
- Trattato dell'interdetto di Paolo V nel quale si dimostra che non è legittimamente pubblicato, 1606
- Apologia per le opposizioni fatte dal cardinale Bellarmino ai trattati et risolutioni di G. Gersone sopra la validità delle scomuniche, 1606.
- Considerationi sopra le censure della santità del papa Paolo V contra la Serenissima Repubblica di Venezia, 1606
- Il trattato dell'immunità delle chiese (De iure asylorum), 1622.
- Istoria dell'Interdetto e altri scritti editi e inediti, Bari, Laterza 1940
- Lettere ai protestanti, Bari, Laterza 1932
- Lettere ai Gallicani, al cuidado de Boris Ulianich, Wiesbaden, F. Steiner, 1961.
- Trattato delle materie beneficiarie, 1676.
- Pensieri naturali, metafisici e matematici, 1951
- Istoria del Concilio Tridentino, Torino, Einaudi 1974
- Consulti, 2 voll., al cuidado de Corrado Pin, Pisa-Roma, Istituti Editoriali e Poligrafici Internazionali 2001
- Della potestà de' prencipi, a cuidado de Nina Cannizzaro, Venezia, Marsilio 2007